# Japans Grand Prix 1995
Japans Grand Prix 1995 var det sextonde av 17 lopp ingående i formel 1-VM 1995.

## Resultat
1. Michael Schumacher, Benetton-Renault, 10 poäng
2. Mika Häkkinen, McLaren-Mercedes, 6
3. Johnny Herbert, Benetton-Renault, 4
4. Eddie Irvine, Jordan-Peugeot, 3
5. Olivier Panis, Ligier-Mugen Honda, 2
6. Mika Salo, Tyrrell-Yamaha, 1
7. Mark Blundell, McLaren-Mercedes
8. Heinz-Harald Frentzen, Sauber-Ford
9. Luca Badoer, Minardi-Ford
10. Karl Wendlinger, Sauber-Ford
11. Pedro Lamy, Minardi-Ford
12. Taki Inoue, Footwork-Hart

### Förare som bröt loppet
- Damon Hill, Williams-Renault (varv 40, snurrade av)
- David Coulthard, Williams-Renault (39, snurrade av)
- Pedro Diniz, Forti-Ford (32, snurrade av)
- Jean Alesi, Ferrari (24, transmission)
- Andrea Montermini, Pacific-Ilmor (23, snurrade av)
- Gerhard Berger, Ferrari (16, elsystem)
- Rubens Barrichello, Jordan-Peugeot (15, snurrade av)
- Ukyo Katayama, Tyrrell-Yamaha (12, snurrade av)
- Bertrand Gachot, Pacific-Ilmor (6, bakaxel)
- Roberto Moreno, Forti-Ford (1, växellåda)
- Gianni Morbidelli, Footwork-Hart (0, snurrade av)

### Förare som ej startade
- Aguri Suzuki, Ligier-Mugen Honda (olycka)

## VM-ställning
| Förarmästerskapet 1. Michael Schumacher, Benetton-Renault, 102 2. Damon Hill, Williams-Renault, 59 3. David Coulthard, Williams-Renault, 49 | Konstruktörsmästerskapet 1. Benetton-Renault, 137 2. Williams-Renault, 102 3. Ferrari, 73 |